# Cymaterus recens
Cymaterus recens là một loài bọ cánh cứng trong họ Cerambycidae.